# پیچز
پیچز (انگلیسی: Peaches؛ زادهٔ ۱۱ نوامبر ۱۹۶۶) خواننده-ترانه‌پرداز، تهیه‌کننده موسیقی و دی‌جی اهل کانادا است. وی از سال ۱۹۹۰ میلادی تاکنون مشغول فعالیت بوده‌است.